# シモン・アルノー・ド・ポンポンヌ

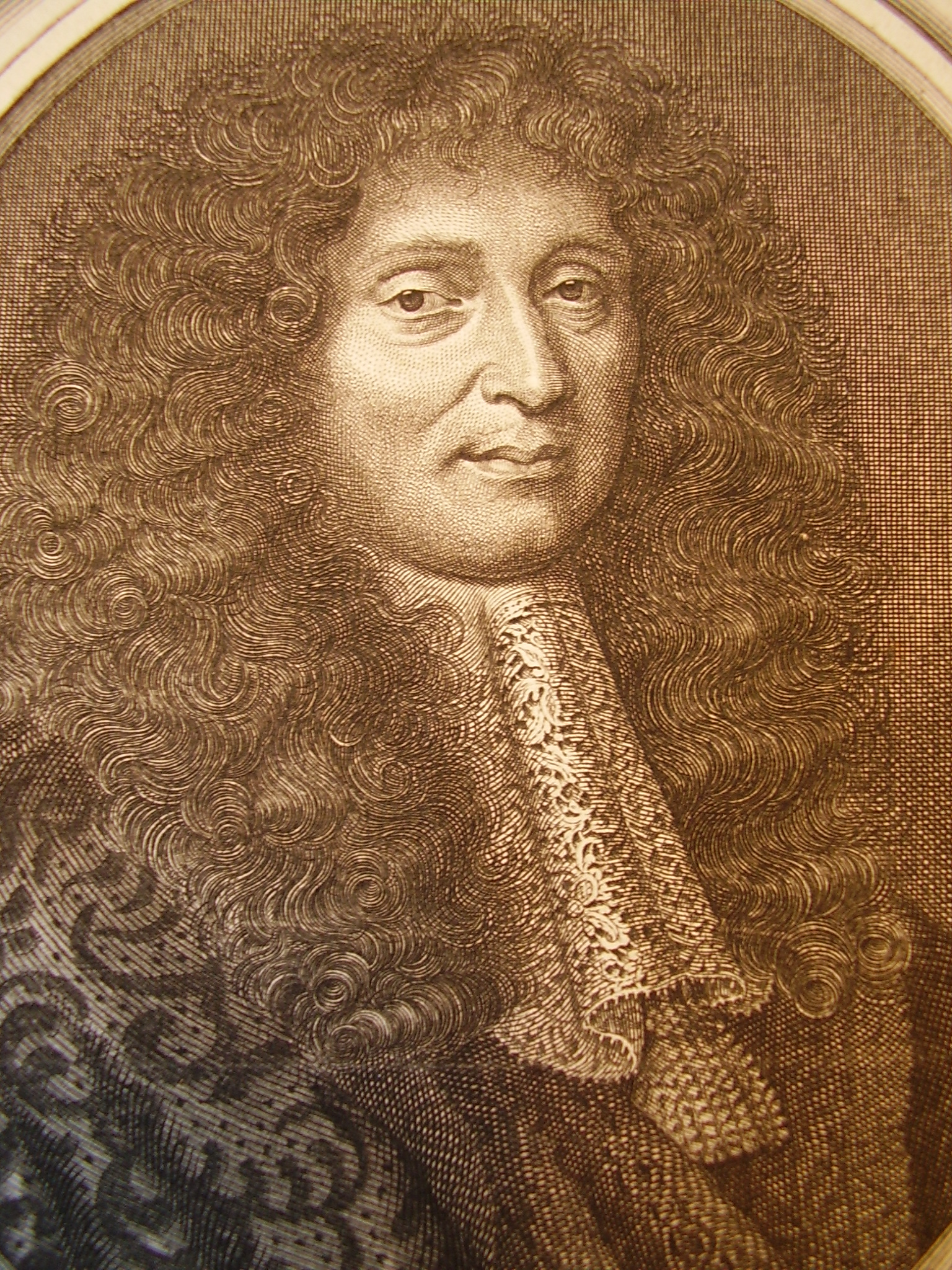
ポンポンヌ侯爵シモン・アルノー

シモン・アルノー・ド・ポンポンヌ侯爵（Simon Arnauld de Pomponne, 1618年11月 - 1699年9月26日）は、フランス王国の外交官、政治家、貴族。国王ルイ14世の下で外務担当国務卿（外務大臣）を務めた。

## 生涯

### 生い立ち
1618年、パリにロベール・アルノー、カトリーヌ・ル・フェヴレ・ド・ラ・ボドリー夫妻の間に生まれる。父はオルレアン公ガストンの下で地方総督を、リシュリューの下で軍政監察官（intendant d'armée）を務めた人物である。生家のアルノー家（en）はジャンセニストとして知られた家系である。ポンポンヌは誕生した際、シモン・アルノー・ド・ブリオット（Simon Arnauld de Briottes）、1643年からシモン・アルノー・ダンディリィ（Simon Arnauld d'Andilly）を名乗り、1660年にシモン・アルノー・ド・ポンポンヌ侯爵となった。
マルチン・バルコについて学問を修めた後、社交界に出、ランブイエ夫人のサロンに出入りするようになる。この頃、「ジュリーの花飾り」（en）をテーマに何編か詩を書いている。また、セヴィニエ夫人やラファイエット夫人、ラ・ロシュフコーら当時の文人と親交を持った。

### 初期の経歴
1642年、ポルトガルのカサールに派遣されたフランス軍の軍政監察官として赴任する。その後、フロンドの乱が起こった時期にジュール・マザランとミシェル・ル・テリエによってイタリアと、スペインのカタロニアに軍政監察官として派遣された。1655年から外交官として活動を開始、北イタリアのマントヴァ公と交渉し条約を締結、顕著な功績を挙げた。
しかしジャンセニストの勢力が拡大し、父はポール・ロワイヤル修道院に引退したが、叔父のアントワーヌ・アルノーがジャンセニスト指導者の1人となった。このことは、1658年にポンポンヌがルイ14世の弟のオルレアン公フィリップ1世の側近に登用されようとした時、マザランによって拒否されたことに繋がった。更に悪いことに、ルイ14世の忌避にあい大蔵卿を解任されたニコラ・フーケと友人であり、フーケの従姉妹と結婚していたため、ポンポンヌは1662年から1664年までヴェルダンに逃亡し、1664年から1665年にはポンポンヌの所領に逼塞を余儀なくされた。

### 外交官として
1655年に勅許を得てパリに帰還した後、ミシェル・ル・テリエ、ル・ペルティエ、ユーグ・ド・リオンヌら友人達が駐在スウェーデン大使にポンポンヌを推挽、外交に復帰した。ポンポンヌの任務はスウェーデンとイングランド・オランダ両国が同盟を結ぶことを防ぐことにあったが、これは英蘭瑞三国が三国同盟条約を締結し失敗した。1668年に駐蘭大使に就任、1671年に駐瑞大使に再任される。この時ポンポンヌは、フランス・スウェーデン同盟の締結という新たな難しい任務を帯びていた。ポンポンヌの尽力により仏瑞同盟は成立、オランダは孤立し、ルイ14世はオランダ侵略戦争に着手した。
1671年9月、友人であり、外務担当国務卿のユーグ・ド・リオンヌが死ぬと後任の外務卿に就任し、1679年まで務めた。ポンポンヌの外交術は、一流の外交官のそれと評価される。ともにルイ14世に仕えた陸軍担当国務卿（陸軍大臣）ルーヴォワ侯（ミシェル・ル・テリエの子）がしばしば攻撃的で軍事力に訴える姿勢を取りがちであったのに対して、ポンポンヌは外交交渉による解決を第一に考えた。オランダ侵略戦争の講和条約として、1678年のナイメーヘンの和約の締結に成功し、フランスはフランシュ＝コンテなどを獲得した。しかし、フランスの栄光を求め、更なる侵略戦争に狂奔するルイ14世とは路線において対立することとなり、1679年11月18日に外相を解任された。

### 晩年
外相は解任されたもののポンポンヌはルイ14世の覚え目出度い廷臣であり続けた。1682年に侯爵に叙され、息子達は連隊長や修道院長となった者がいる。また、ルイ14世は1691年にルーヴォワの死後、ポンポンヌを最高国務会議（Conseil d'en haut）の一員に復帰させている（但し、大臣ではない）。ポンポンヌの娘と結婚したジャン・バティスト・コルベール・ド・トルシー侯爵（シャルル・コルベール・ド・クロワシー侯爵の子、ルイ14世の財務総監として名高いジャン＝バティスト・コルベールの甥）を通じて、1690年代までフランスの外交界における元老として一定の影響力を保持した。
1699年、フォンテーヌブローで死去した。